# Protodrilus symbioticus
Protodrilus symbioticus är en ringmaskart som beskrevs av Giard 1904. Protodrilus symbioticus ingår i släktet Protodrilus och familjen Protodrilidae. Inga underarter finns listade i Catalogue of Life.